# San Vicente de Arévalo
San Vicente de Arévalo é um município da Espanha na província de Ávila, comunidade autónoma de Castela e Leão, de área 16,12 km² com população de 214 habitantes (2007) e densidade populacional de 13,88 hab/km².

## Demografia
| Variação demográfica do município entre 1991 e 2004 | Variação demográfica do município entre 1991 e 2004 | Variação demográfica do município entre 1991 e 2004 | Variação demográfica do município entre 1991 e 2004 |
| --------------------------------------------------- | --------------------------------------------------- | --------------------------------------------------- | --------------------------------------------------- |
| 1991                                                | 1996                                                | 2001                                                | 2004                                                |
| 260                                                 | 233                                                 | 222                                                 | 225                                                 |